# Nauru na Mistrzostwach Świata w Lekkoatletyce 1993
Nauru na Mistrzostwach Świata w Lekkoatletyce 1993 reprezentowało dwoje zawodników (1 mężczyzna, 1 kobieta).

## Występy reprezentantów Nauru

### Mężczyźni

#### Konkurencje biegowe
| Konkurencja   | Zawodnik    | Eliminacje | Eliminacje | Półfinał      | Półfinał      | Finał         | Finał         |               |
| Konkurencja   | Zawodnik    | Rezultat   | Pozycja    | Rezultat      | Pozycja       | Rezultat      | Pozycja       |               |
| ------------- | ----------- | ---------- | ---------- | ------------- | ------------- | ------------- | ------------- | ------------- |
| Bieg na 100 m | Ricky Canon | 11,72      | 6          | Nie awansował | Nie awansował | Nie awansował | Nie awansował | Nie awansował |
| Bieg na 200 m | Ricky Canon | 24,14      | 8          | Nie awansował | Nie awansował | Nie awansował | Nie awansował | Nie awansował |

### Kobiety

#### Konkurencje biegowe
| Konkurencja   | Zawodniczka   | Eliminacje | Eliminacje | Półfinał       | Półfinał       | Finał          | Finał          |                |
| Konkurencja   | Zawodniczka   | Rezultat   | Pozycja    | Rezultat       | Pozycja        | Rezultat       | Pozycja        |                |
| ------------- | ------------- | ---------- | ---------- | -------------- | -------------- | -------------- | -------------- | -------------- |
| Bieg na 100 m | Wenona Steven | 14,70      | 8          | Nie awansowała | Nie awansowała | Nie awansowała | Nie awansowała | Nie awansowała |